# Sani Bečirović
Sani Bečirović (Maribor, 19. svibnja 1981.) slovenski je profesionalni košarkaš. Igra na poziciji bek šutera, a trenutačno je član slovenske Krke iz Novog Mesta.

## Karijera
Karijeru je započeo u omladinskom pogonu Bistrice, a za prvu momčad debitirao je u sezoni 1995./96. U sezoni 1996./97. postaje članom Maribor Ovnija, a sljedeće sezone postaje članom slovenskog prvoligaša Pivovarne Laško. U dresu Laškog ostaje dvije sezone, a 1999. seli se u redove slovenskog euroligaša Olimpije Ljubljane. S Olimpijom je 2001. osvojio naslov slovenskog prvaka, a 2001. i 2002. slovenski kup. U sezoni 2003./04. bio je član Krke Novo Mesto.
Tijekom sezone 2001./02. igrao je za talijanskog prvoligaša Virtus Bolognu, s kojom je 2002. osvojio talijanski kup. U sezonama 2004./05. i 2005./06. bio je član talijanskog Casti Group Varese, odnosno Climamio Bologne. S Bolognom je 2005. osvojio naslov talijanskog kupa. 
Bečirović tada odlazi u grčog diva Panathinaikosa, s kojim je osvojio dva grčka prvenstva (2007. i 2008.), dva kupa (2007. i 2008.) i Euroligu 2006./07. Sezonu 2008./09. bio je član talijanske Lottomatice Rim. U dresu Rome imao najbolju statistiku regularnog dijela Eurolige i u prosjeku završavao utakmice s valorizacijom 22.0. Nakon što je Lottomatica objavila da ne množe plaćati njegov ugovor, cijelo ljeto je bio u nekim mogućim odlascima, a u rujnu 2009. obajvljeno je da jednogodišnji ugovor s bivšim klubom Union Olimpijom.

## Vanjske poveznice
- Profil na Euroleague.net
- Profil  Arhivirana inačica izvorne stranice od 22. siječnja 2020. (Wayback Machine) na Basketpedya.com
- Draft Profil na NBA.com
- Profil  Arhivirana inačica izvorne stranice od 15. prosinca 2010. (Wayback Machine) na Draftexpress.com